# Crystal Kay
Crystal Kay Williams nota semplicemente come Crystal Kay (Yokohama, 26 febbraio 1986) è una cantante giapponese, pioniera fra gli artisti appartenenti alle seconde generazioni in Giappone.
Ha cantato le sigle di chiusura di film e serie televisive di animazione quali Fullmetal Alchemist e Nodame Cantabile ed ha doppiato un personaggio secondario in Pokémon: Giratina e il Guerriero dei Cieli, oltre ad aver cantato la sigla di chiusura della versione originale del film.

## Discografia

### Album
- 2000 - C.L.L Crystal Lover Light
- 2001 - 637: Always and Forever
- 2002 - Almost Seventeen
- 2003 - 4 Real
- 2005 - Crystal Style
- 2006 - Call Me Miss...
- 2007 - All Yours
- 2008 - Color Change!
- 2010 - Spin the Music
- 2012 - Vivid

### Compilation
- 2004 - CK5
- 2009 - Best of Crystal Kay
- 2011 - Love Song Best

### Altri Album
- 2003 - Natural: World Premiere Album
- 2009 - The Best Remixes of CK

### EP
- 2007 - Shining
- 2010 - FLASH

### Singoli
| Anno | Titolo                                                | Posizione massima    | Posizione massima       | Posizione massima        | Album                     |
| Anno | Titolo                                                | Oricon Singles Chart | Billboard Japan Hot 100 | RIAJ Digital Track Chart | Album                     |
| ---- | ----------------------------------------------------- | -------------------- | ----------------------- | ------------------------ | ------------------------- |
| 1999 | Eternal Memories                                      | 47                   | —                       | —                        | C.L.L Crystal Lover Light |
| 1999 | Teenage Universe: Chewing Gum Baby                    | 47                   | —                       | —                        | C.L.L Crystal Lover Light |
| 1999 | Komichi no Hana                                       | 80                   | —                       | —                        | C.L.L Crystal Lover Light |
| 2000 | Shadows of Desire                                     | —                    | —                       | —                        | C.L.L Crystal Lover Light |
| 2001 | Lost Child (With Shinichi Osawa and Hiroshi Fujiwara) | 55                   | —                       | —                        | 637: Always and Forever   |
| 2001 | Girl's Night                                          | 100                  | —                       | —                        | 637: Always and Forever   |
| 2001 | Ex-Boyfriend (featuring Verbal)                       | 44                   | —                       | —                        | 637: Always and Forever   |
| 2001 | Think of U                                            | 60                   | —                       | —                        | Almost Seventeen          |
| 2002 | Hard to Say                                           | 26                   | —                       | —                        | Almost Seventeen          |
| 2002 | Girl U Love                                           | 156                  | —                       | —                        | Almost Seventeen          |
| 2003 | Boyfriend: Part II                                    | 23                   | —                       | —                        | 4 Real                    |
| 2003 | I Like It (featuring M-Flo)                           | 8                    | —                       | —                        | 4 Real                    |
| 2003 | Candy                                                 | 21                   | —                       | —                        | 4 Real                    |
| 2003 | Can't Be Stopped                                      | 146                  | —                       | —                        | 4 Real                    |
| 2004 | Motherland                                            | 9                    | —                       | —                        | CK5                       |
| 2004 | Bye My Darling!                                       | 40                   | —                       | —                        | Crystal Style             |
| 2005 | Kiss                                                  | 10                   | —                       | —                        | Crystal Style             |
| 2005 | Koi ni Ochitara                                       | 2                    | —                       | 17                       | Call Me Miss...           |
| 2005 | Two as One (feat. Chemistry)                          | 2                    | —                       | —                        | Call Me Miss...           |
| 2006 | Kirakuni / Together                                   | 27                   | —                       | —                        | Call Me Miss...           |
| 2007 | Kitto Eien ni                                         | 12                   | —                       | —                        | All Yours                 |
| 2007 | Konna ni Chikaku de...                                | 14                   | —                       | —                        | All Yours                 |
| 2007 | Anata no Soba de                                      | 30                   | —                       | —                        | All Yours                 |
| 2008 | Namida no Saki ni                                     | 42                   | 29                      | —                        | Colour Change             |
| 2008 | One                                                   | 32                   | 20                      | —                        | Colour Change             |
| 2009 | After Love (First Boyfriend)/Girlfriend               | 31                   | 20                      | 12                       | Spin the Music            |
| 2010 | Journey (Kimi to Futari de)                           | 192                  | 14                      | 79                       | Spin the Music            |
| 2011 | Superman                                              | —                    | 7                       | —                        | Vivid                     |

## Doppiaggio
Ha prestato la sua voce per il videogioco Wild Hearts doppiando il personaggio Suruzan.